# Doudypta
La Doudypta est une rivière de Russie, située dans la partie méridionale de la péninsule de Taïmyr dans le Kraï de Krasnoïarsk. Affluent de droite de la Piassina, elle relève du bassin versant de la mer de Kara.

## Caractéristiques générales
La Doudypta coule dans la partie centrale de la Plaine basse de Sibérie Nord (en). La superficie de son bassin est de 33 100 km2, et sa longueur totale est de 687 km. Elle prend sa source que lac Makara (ou Lac Doudypta), et poursuit son cours à travers des toundras marécageuses. Elle se jette sur la rive droite de la Piassina, à 674 km de son embouchure. La largeur de la rivière varie de 15 à 30 m sur son cours supérieur, à environ 650 m à son embouchure ; sur son cours moyen, elle est large de 190 m.
Le bassin de la rivière est entièrement situé dans des régions de pergélisol, dont l'épaisseur peut dépasser 500 m ; du thermokarst s'y développe. La période de gel des eaux du fleuve s'étend de fin septembre à début juin (sur 280 jours). De juin à septembre, la rivière est navigable sur 150 km depuis son embouchure. Il n'y a pas de ville le long de la rivière. Les peuples y vivant traditionnellement sont les Nganassanes et les Dolganes ; des lieux d'hivernage russes ont été recensés au XVIIIe siècle sur son cours, et des pièges suivant les techniques russes y étaient posés.
La rivière est très poissonneuse (mouksoun (en), tchir (en), etc.). De nombreux palmipèdes fréquentent ses eaux en été.

## Principaux affluents
(Selon leur distance depuis l'embouchure)
- 71 km — Kystyktakh (rive gauche)
- 96 km — Ougarnaïa (rive droite)
- 130 km — Bataïka (rive droite)
- 135 km — Avam (rive gauche)
- 232 km — Toundrovaïa (rive droite)
- 244 km — Kamennaïa (rive gauche)
- 334 km — Bolchaïa Toundrovaïa (rive droite)

## Liens
- (ru) Carte de la Doudypta
- (ru) Carte topographique